# 柱町站
柱町站（日语：／ Hashiramachi eki */?）是一座位於愛知縣岡崎市，名古屋鐵道（名鐵）福岡線的車站（廢站）。而福岡線實際上為岡崎市內線的一部分，使用電車行走。

## 歷史
此站是在舊・西尾線岡崎新至土呂之間重開為福岡線之際而新設的車站。
- 1951年（昭和26年）12月1日 - 在戰時中因為被定為不要不急路線而暫停營業的西尾線岡崎新至西尾之間區間中，岡崎新至土呂之間重開並改名為福岡線（岡崎站前至福岡町），並且直通運輸至岡崎市內線。同日此站啟用。
- 1962年（昭和37年）6月17日 - 岡崎市內線與福岡線福岡町至大樹寺之間廢除，此站被廢除[1][2]。

## 車站構造
由於歷史因素，福岡線是一條鐵路線，但是卻使用電車行走。此站設有1面1線的低地台月台和小型候車室。此站沒有列車交會設備。

## 廢除後
福岡線在廢線後大部分路段都是名鐵巴士的巴士專用道路。車站遺址是名鐵巴士柱町巴士站。該巴士專用道路在2016年被廢除。此站附近進行了土地調整，因此路線也有一些變化。

## 相鄰車站
名古屋鐵道
福岡線（岡崎市內線）
岡崎站前－柱町－東若松

## 注腳
1. ↑  和久田康雄著《鉄道ファンのための私鉄史研究資料》「5505 名古屋電気鉄道（1921.7.1譲渡）名古屋鉄道（1930.9.5改称）名岐鉄道（1935.8.1譲渡）名古屋鉄道」p.101 電氣車研究會 2014年4月25日
2. ↑  今尾惠介（監修）.  7号 東海. 新潮社. 2008-11-18: 44. ISBN 978-4107900258 （日语）.
3. ↑  新行紀一（監修）. . 樹林舎. 2006: 106. ISBN 978-4902731088 （日语）.
4. ↑  清水武、田中義人 《名古屋鉄道 1世紀の記録》 Alpha Beta Books、2016年、101頁。
5. ↑  徳田耕一. . JTB. 2001: 126. ISBN 978-4533039232 （日语）.